# U.S. Alessandria Calcio 1912
 Der er for få eller ingen kildehenvisninger i denne artikel, hvilket er et problem. Du kan hjælpe ved at angive troværdige kilder til de påstande, som fremføres i artiklen.

Unione Sportiva Alessandria Calcio 1912 (i daglig tale kaldet Alessandria og med kælenavnene I Grigi (de grå) og L'Orso (bjørnen)) er en italiensk fodboldklub i Alessandria, i regionen Piemonte.
Klubben spiller pr. 2021 i Serie B, som er den næstbedste række i italiensk fodbold. Klubbens hjemmebane er Stadio Giuseppe Moccagatta, der blev bygget i 1929 og i dag kan rumme 6.000 tilskuere.

## Historie
Klubben er grundlagt i 1912. I årene fra 1929 til 1960 spillede klubben i Serie A. Klubben nåede finalen i Coppa Italia i 1936. Klubben havde sin storhedstid i årene mellem 1. og 2. verdenskrig.
Kendte spillere fra klubben er Giovanni Ferrari, Felice Borel, Luigi Bertolini, Pietro Rava, Adolfo Baloncieri og Gianni Rivera.
Klubben gik konkurs i 2003 og blev tvangsnedrykket, men har sider kæmpet sig op gennem rækkerne.